# Liste d'écrivains de langue française par année de naissance
Pour les articles homonymes, voir Liste d'écrivains de langue française.
Liste d'écrivains de langue française, classés par année de naissance (puis par ordre alphabétique au sein de chaque année) :

## Nés auXIesiècle
- Turold, auteur de la Chanson de Roland. Dernière ligne du ms. d’Oxford, ci fait la geste que Turoldus declinet. (Wikisource).
- Philippe de Thaon, actif vers 1119-1140. Probablement né avant 1100.

## Nés auXIIesiècle
- Benoît de Sainte-Maure (XIIe siècle)
- Wace (v. 1100-v. 1174)
- Eudes de Deuil (v. 1110-1162)
- Chrétien de Troyes (v. 1130-v. 1180)
- Gautier d'Arras (1135-1189)
- Conon de Béthune (v. 1150-1219)
- Guiot de Provins (v. 1150-après 1208)
- Alexandre de Bernay ou de Paris (v. 1158-?)
- Gace Brulé (v. 1160-v. 1213)
- Hélinand de Froidmont (v. 1160-v. 1229)
- Geoffroi de Villehardouin (1160-v. 1213)
- Jean Bodel (v. 1165-v. 1205)
- Raoul de Houdenc (v. 1165-1230)
- Gautier de Dargies (v. 1165-v. 1240)
- Béroul (v. 1170)
- Thomas d'Angleterre (v. 1170)
- Marie de France (v. 1175)
- Gautier de Coinci (1178-1236)
- Simon d'Authie (1185-1232)
- Guernes de Pont-Sainte-Maxence (XIIe siècle)
- Bertolai de Laon (XIIe siècle)
- Audefroi le Bâtard (XIIe siècle)
- Robert de Boron (XIIe – XIIIe siècle)
- Blondel de Nesle (fin du XIIe siècle)
- Jean Renart (fin du XIIe siècle-début du XIIIe siècle)
- Renaut (fin du XIIe siècle-début du XIIIe siècle)
- Pierre de Beauvais (fin du XIIe siècle-début du XIIIe siècle)
- Chardon de Croisilles (fin du XIIe siècle-début du XIIIe siècle)
- Graindor de Douai (fin du XIIe siècle-début du XIIIe siècle)
- Huon de Villeneuve (fin du XIIe siècle-début du XIIIe siècle)
- Bertrand de Bar-sur-Aube (fin du XIIe siècle-début du XIIIe siècle)

## Nés auXIIIesiècle

### 1201-1250
- Gerbert de Montreuil (XIIIe siècle)
- Guillaume le Clerc de Picardie (XIIIe siècle)
- Moniot d'Arras (XIIIe siècle)
- Douin de Lavesne (XIIIe siècle)
- Perrin d'Angicourt (XIIIe siècle)
- Jakemés (XIIIe siècle)
- Cortebarbe (XIIIe siècle)
- Sarrasin (XIIIe siècle)
- Philippe de Nanteuil (XIIIe siècle-v. 1249)
- Gillebert de Berneville (XIIIe siècle-1270)
- Henri d'Andeli (actif vers 1200-v. 1240)
- Guillaume de Lorris (v. 1200-v. 1238)
- Thibaut de Champagne (1201-1253)
- Richard de Fournival (1201-1259)
- Eustache d'Amiens (1203-?)
- Philippe de Remy (1210-1265)
- Raoul de Soissons (1210-Après 1272)
- Adam de la Halle (v. 1220-v. 1288)
- Jean de Joinville (v. 1224-v. 1317)
- Rutebeuf (v. 1230-v. 1285)
- Huon le Roi (deuxième moitié du XIIIe siècle)
- Gervais du Bus (XIIIe siècle-XIVe siècle)
- Adenet le Roi (v. 1240-v. 1300)
- Jean de Meung ou Jean Clopinel ou Chopinel (1240-v. 1304)
- Jean Le Marchant (actif vers 1250-v. 1260)
- Marguerite Porete (v. 1250-1310)

### 1251-1300
- Gilles Le Muisit (1272-1352)
- Pierre Bersuire (v. 1290 - 1362)
- Jean le Bel (v. 1290-1370)
- Jean Buridan (v. 1295-1358)
- Guillaume de Digulleville (1295-après 1358)
- Guillaume d'Amiens (fin du XIIIe siècle)
- Maroie de Diergnau (fin du XIIIe siècle)
- Dame Margot (fin du XIIIe siècle)
- Jacquemart Giélée (fin du XIIIe siècle)
- Colin Muset (fin du XIIIe siècle)

## Nés auXIVesiècle

### 1301-1350
- Watriquet de Couvin (v. 1300/1330)
- Guillaume de Machaut (v. 1300-v. 1377)
- Jean de Venette (1307-1368)
- Nicole Oresme (1325-1382)
- Philippe de Mézières (1327-1405)
- Gaston III de Foix-Béarn (1331-1391)
- Jean Froissart (1333-v. 1404)
- Jean de Courcy (1340-?)
- Eustache Deschamps (v. 1346-v. 1407)
- Eustache Marcadé (13??-1440)
- Évrard de Conty (XIVe siècle)

### 1351-1400
- Jean de Gerson (1363-1429)
- Christine de Pizan ou Christine de Pisan (1364-1430)
- Alain Chartier (v. 1385-v. 1435)
- Antoine de La Sale (1388-v. 1469)
- Jean Juvénal des Ursins (1388-1473)
- Enguerrand de Monstrelet (v. 1390-v. 1453)
- Jehan Régnier (1392 - 1468)
- Charles d'Orléans (1394-1465)
- Jean Le Fèvre de Saint-Remy (1395-1468)
- Michault Taillevent (v. 1390/1395-entre 1448 et 1458)
- Jean d'Arras (fin du XIVe siècle)
- Coudrette (fin du XIVe siècle)

## Nés auXVesiècle

### 1401-1450
- Raoul Lefèvre (XVe siècle)
- Bucarius (XVe siècle)
- Jean Miélot (XVe siècle-1472)
- Jean Wauquelin (14??-1452)
- Georges Chastelain (1405-1475)
- Jean de Bueil (1406-1477)
- Martin Le Franc (v. 1410-1461)
- Sébastien Mamerot (1418-après 1478)
- Mathieu d'Escouchy (1420-1471)
- Arnoul Gréban (v. 1420-v. 1470)
- Jean de Roye (1425-1495)
- Olivier de La Marche (1425-1502)
- Guillaume Alexis (v. 1425-1486)
- Marie de Clèves (1426-1487)
- Jeanne Filleul (vers 1426 - vers 1498)
- Martial d'Auvergne (v. 1430-1508)
- François Villon (v. 1431-après 1463)
- Gauvain Quiéret (v. 1433-1470)
- Jean Michel (v. 1435-1501)
- Jean Molinet (1435-1507)
- Philippe de Commynes (1445-1511)
- Claude de Seyssel (1450-1520)
- Jean Marot (v. 1450-v. 1526)
- Jean de Franchières (XVe siècle)

### 1451-1500
- François Briand (XVe siècle - XVIe siècle)
- Nicolas Herberay des Essarts (XVe siècle-1552)
- Jacques Lefèvre d'Étaples (1455-1537)
- Guillaume Dubois dit Crétin (1460-1525)
- Guillaume Budé (1468-1540)
- Octavien de Saint-Gelais (1468-1502)
- Jean Lemaire de Belges (1473-v. 1525)
- Pierre Gringore (v. 1475-1538/1539)
- Jean Bouchet (1476-v. 1558)
- François Rabelais (v. 1483-1553)
- Mellin de Saint-Gelais (v. 1491-1558)
- Marguerite de Valois-Angoulême (v. 1492-1549)
- François Vatable (1495-1546)
- Clément Marot (v. 1496-1544)
- Victor Brodeau (v. 1500-1540)

## Nés auXVIesiècle

### 1501-1510
- Estienne du Tronchet (v. 1510-v. 1580)
- Guillaume de La Perrière (1503-1565)
- Maurice Scève (v. 1505-v. 1562)
- Michel de L'Hospital (1505-1573)
- Pierre Robert Olivétan (1506-1538)
- Jean Fernel (1506-1558)
- Guillaume Guéroult (1507-1569)
- Jean Calvin (1509-1564)
- Hélisenne de Crenne (1510-v. 1560)
- Bonaventure Des Périers (v. 1510-v. 1544)

### 1511-1520
- Pierre Viret (1511-1571)
- Thomas Sébillet (v. 1512-1589)
- Jacques Amyot (1513-1593)
- Louis Des Masures (v. 1515-1574)
- Pierre de La Ramée (1515-1572)
- Guillaume Bouchet (1515-1594)
- Denis Lambin (1516/1521-1572)
- Jacques Peletier du Mans (1517-1582)
- Théodore de Bèze (1519-1605)
- Noël du Fail (1520-1591)
- Jacques Yver (1520-1570)

### 1521-1530
- Gilles de Gouberville (1521-1578)
- Pontus de Tyard (1521-1605)
- Joachim du Bellay (1522-1560)
- Pierre de Ronsard (1524-1585)
- François Hotman (1524-1590)
- Emmanuel-Philibert de Pingon (1525-1582)
- Louise Labé (v. 1526-v. 1565)
- Rémy Belleau (1528-1577)
- Étienne Pasquier (1529-1615)
- Jean Bodin (1530-1596)
- Marc-Claude de Buttet (1530-1586)
- Étienne de La Boétie (1530-1563)
- Claude Fauchet (1530-1602)

### 1531-1540
- Henri Estienne (1531-1598)
- Roland de Lassus (1532-1594)
- Jean-Antoine de Baïf (1532-1589)
- Étienne Jodelle (1532-1573)
- Michel Eyquem, seigneur de Montaigne (1533-1592)
- Jean de La Taille de Bondaroy (v. 1533/1540-v. 1617)
- Jean Passerat (1534-1602)
- Nicolas Rapin (1535-1608)
- Jean Vauquelin de La Fresnaye (1536-1606)
- Scévole de Sainte-Marthe (1536-1623)
- Antoine Loysel (1536-1617)
- Bénigne Poissenot (1537/1538-1587)
- Jacques Grévin (1538-1570)
- Olivier de Serres (1539-1619)
- Pierre Pithou (1539-1596)
- Florent Chrestien (1540-1596)
- Pierre de Larivey (1540-1619)
- Pierre de Bourdeille, dit Brantôme (1540-1614)
- André de Rivaudeau (v. 1540-v. 1580)

### 1541-1550
- Pierre Charron (1541-1603)
- Guillaume de Saluste Du Bartas (1544-1590)
- Jean Papire Masson (1544-1611)
- Robert Garnier (1545-1590)
- Pierre de L'Estoile (1546-1611)
- Philippe Desportes (1546-1606)
- Jean de La Ceppède (1548-1623)
- Étienne Tabourot des Accords (1549-1590)
- Philippe de Mornay, dit Duplessis-Mornay (1549-1623)
- François d'Amboise (1550-1619)

### 1551-1560
- François Scalion de Virbluneau (2e moitié du XVIe siècle)
- Théodore Agrippa d'Aubigné (1552-1630)
- Jean Bertaut (1552-1611)
- François de Malherbe (1552-1630)
- Odet de Turnèbe (1552-1581)
- François Béroalde de Verville (1556 -1626)
- Jacques Davy du Perron (1556-1618)
- Guillaume du Vair (1556-1621)
- Jean de Sponde (1557-1595)
- Maximilien de Béthune (1560-1641)

### 1561-1570
- Alexandre Hardy (1560/1570-v. 1632)
- Marie de Gournay (1565-1645)
- François de Sales (1567-1622)
- Honoré d'Urfé (1567-1625)
- Samuel de Champlain (entre 1567 et 1580-1635)
- Marie Le Gendre (1568-XVIe siècle)
- François de Louvencourt (1569-1638)
- Jean-Baptiste Chassignet (1570-1635)
- Jean Ogier de Gombauld (1570-1666)
- Antoine de Nervèze (v. 1570-v. 1622)

### 1571-1580
- Mathurin Régnier (1573-1613)
- Antoine de Montchrestien (v. 1575-1621)
- Henri duc de Rohan (1579-1638)
- Étienne Bournier (v. 1579-date inconnue)

### 1581-1590
- Jean Duvergier de Hauranne, abbé de Saint-Cyran (1581-1643)
- François Maynard (1582-1646)
- Jean-Pierre Camus (1583-1652)
- François Garasse (1585-1631)
- Jean de Schelandre (v. 1585-1635)
- Claude Favre de Vaugelas (1585-1650)
- François de La Mothe Le Vayer (1588-1672)
- Honorat de Bueil, seigneur de Racan (1589-1670)
- Théophile de Viau (1590-1626)

### 1591-1600
- François Le Métel de Boisrobert (1592-1662)
- Marc-Antoine Girard de Saint-Amant (1594-1661)
- Jean Chapelain (1595-1674)
- Jean Desmarets de Saint-Sorlin (1595-1676)
- René Descartes (1596-1650)
- Claude Malleville (1597-1647)
- Vincent Voiture (1597-1648)
- Jean-Louis Guez de Balzac (1597-1684)
- Guillaume Colletet (1598-1659)
- Madeleine de Souvré (1599-1678)
- Marin Le Roy de Gomberville (1600-1674)

## Nés auXVIIesiècle
- Jacquette Guillaume (fl.  1665)

### 1601-1610
- Suzanne de Nervèze (? - 1666)
- Georges de Scudéry (1601-1667)
- Guy Patin (1601-1672)
- François, dit Tristan L'Hermite (1601-1655)
- Pierre Le Moyne (1602-1671)
- Charles Sorel (1602-1674)
- Charles Cotin (1604-1682
- Jean Mairet (1604-1686)
- Charles Coypeau d'Assoucy (1605-1675)
- Pierre Du Ryer (1605-1658)
- Pierre Corneille (1606-1684)
- Antoine Gombaud chevalier de Méré (1607-1685)
- Madeleine de Scudéry (1607-1701)
- Jean de Rotrou (1609-1650)
- Eudes de Mézeray (1610-1683)
- Paul Scarron (1610-1660)

### 1611-1620
- Antoine Arnauld (1612-1694)
- Richemont Banchereau (1612-?)
- Isaac de Benserade (1612-1691)
- Henri de Campion (1613-1663)
- Madame de La Guette (1613-1681)
- François VI, duc de La Rochefoucauld (1613-1680)
- Paul de Gondi, cardinal de Retz (1613-1679)
- Gautier de Costes de La Calprenède (1614-1663)
- Charles de Marguetel de Saint-Denis de Saint-Evremond (v. 1614-1703)
- Jean-François Sarrasin (1614-1654)
- Georges de Brébeuf (1617-1661)
- Roger de Rabutin, comte de Bussy, dit Bussy-Rabutin (1618-1693)
- Jacques Chausson (1618-1661)
- Savinien de Cyrano de Bergerac (1619-1655)
- Gédéon Tallemant des Réaux (1619-1692)
- Antoine Furetière (1619-1688)
- René Rapin (1620-1687)

### 1621-1630
- Françoise de Motteville (1621-1689)
- Jean de La Fontaine (1621-1695)
- Jean-Baptiste Poquelin, dit Molière (1622-1673)
- Blaise Pascal (1623-1662)
- Jean Regnault de Segrais (1624-1701)
- Marie de Nemours (1625-1707)
- Thomas Corneille (1625-1709)
- Pierre Nicole (1625-1695)
- Marie de Rabutin-Chantal, marquise de Sévigné (1626-1696)
- Laurent Drelincourt (1626-1680)
- Jacques-Bénigne Bossuet (1627-1704)
- Gabriel de Guilleragues (1628-1685)
- Charles Perrault (1628-1703)
- Gabriel de Foigny (1630-1692)

### 1631-1640
- Louis Bourdaloue (1632-1704)
- Marie-Catherine de Villedieu (1632-1683)
- Esprit Fléchier (1632-1710)
- Marie-Madeleine, comtesse de La Fayette (1634-1693)
- Philippe Quinault (1635-1688)
- Nicolas Boileau (1636-1711)
- Adrien-Thomas Perdou de Subligny (1636-1696)
- Antoinette Des Houlières (1638-1694)
- Philippe de Courcillon, marquis de Dangeau (1638-1720)
- Jean Donneau de Visé (1638-1710)
- Claude Le Petit (1638-1662)
- Nicolas Malebranche (1638-1715)
- Edme Boursault (1638-1701)
- Jean Racine (1639-1699)
- César Vichard de Saint-Réal (1639-1692)
- Claude de Fleury (1640-1723)

### 1641-1650
- Louis Moréri (1643-1680)
- Anne de La Roche-Guilhem (1644-1707)
- Jean de La Bruyère (1645-1696)
- Pierre Le Pesant, sieur de Bois-Guillebert (v. 1646-1714)
- Antoine Galland (1646-1715)
- Pierre Bayle (1647-1706)
- Charles Dufresny (1648-1724)

### 1651-1660
- Marie-Catherine d'Aulnoy (1651-1705)
- François de Salignac de la Mothe-Fénelon (1651-1715)
- Jacques Abbadie (1654-1727)
- Jean-François Regnard (1655-1709)
- Louis de Mailly (1657-1724)
- Bernard Le Bovier de Fontenelle (1657-1757)
- Henri de Boulainvilliers (1658-1712)
- Antoinette-Thérèse Des Houlières (1659-1718)
- Robert Challe (1659-1721)

### 1661-1670
- Philippe Hecquet (1661-1737)
- Charles Rollin (1661-1741)
- Catherine Bernard (1663-1712)
- Alain-René Lesage (1668-1747)
- Henriette-Julie de Castelnau de Murat (1670-1716)
- Abbé Jean-Baptiste Du Bos (1670-1742)
- Jean-Baptiste Rousseau (1670-1741)

### 1671-1680
- Prosper Jolyot de Crébillon (1674-1762)
- Nicolas Lenglet Du Fresnoy (1674-1755)
- Louis de Rouvroy, duc de Saint-Simon (1675-1755)
- Armand Boisbeleau de La Chapelle (1676-1746)
- François Cottignies (1678-1740)
- Philippe Néricault Destouches (1680-1754)

### 1681-1690
- Claudine Guérin de Tencin (1682-1749)
- Gabrielle-Suzanne de Villeneuve (1685-1755)
- Pierre Carlet de Chamblain de Marivaux (1688-1763)
- Alexis Piron (1689-1773)
- Charles Louis de Secondat, baron de Montesquieu (1689-1755)
- Louis Petit de Bachaumont (1690-1771)

### 1691-1700
- Charlotte Aïssé (1693-1733)
- René-Louis de Voyer de Paulmy d'Argenson (1694-1757)
- François-Marie Arouet, dit Voltaire (1694-1778)
- Françoise de Graffigny (1695-1758)
- Marie de Vichy-Chamrond, marquise du Deffand (1697-1780)
- Antoine-François abbé Prévost d'Exiles (1697-1763)
- Marie-Anne Barbier (fin du XVIIe siècle-1742)

## Nés auXVIIIesiècle
- Jean-François de La Croix, écrit dans la seconde moitié du XVIIIe siècle ;
- Jean-Baptiste Louis de La Roche (vers 1700-1780)

### 1701-1710
- Pierre Abraham de La Bretonnière (1701-1778)
- Marguerite de Lubert (1702-1785)
- Jean-Baptiste Boyer d'Argens (1703-1771)
- Charles Pinot Duclos (1704-1772)
- Émilie, marquise du Châtelet (1706-1749)
- François Blanchet (1707-1784)
- Buffon (1707-1788)
- Claude-Prosper Jolyot de Crébillon (1707-1777)
- Julien Offray de La Mettrie (1709-1751)
- Gabriel Bonnot de Mably (1709-1785)
- Jean-Baptiste Gresset (1709-1777)
- Jean-Jacques Lefranc de Pompignan (1709-1784)
- Charles-Simon Favart (1710-1792)

### 1711-1720
- Jeanne-Marie Leprince de Beaumont (1711-1780)
- Jean-Jacques Rousseau (1712-1778)
- Denis Diderot (1713-1784)
- Marie-Jeanne Riccoboni, dite Madame Riccoboni (1713-1792)
- Étienne Bonnot de Condillac (1714-1780)
- Luc de Clapiers, marquis de Vauvenargues (1715-1747)
- Claude-Adrien Helvétius (1715-1771)
- Jean-François de Saint-Lambert (1716-1803)
- Louis Carbogis, dit Carmontelle (1717-1806)
- Jean Le Rond d'Alembert (1717-1783)
- Pierre-Jean Grosley (1718-1785)
- Michel-Jean Sedaine (1719-1797)
- François-Joseph Bérardier de Bataut (1720-1794)
- Jacques Cazotte (1720-1792)

### 1721-1730
- Louis Anseaume (1721-1784)
- Tiphaigne de la Roche (1722-1774)
- Paul Henri Dietrich, baron d'Holbach (1723-1789)
- Jean-François Marmontel (1723-1799)
- Jean-Jacques Casanova de Seingalt (1725-1798)
- Louise d'Épinay (1726-1783)
- Anne Robert Jacques, baron de l'Aulne Turgot (1727-1781)
- Joseph Lanjuinais (1730-1808)
- Antoine Le Blanc de Guillet (1730-1799)

### 1731-1740
- Claire-Marie Mazarelli de Saint-Chamond (1731-?)
- Pierre-Augustin Caron de Beaumarchais (1732-1799)
- Jean Baptiste Lefebvre de Villebrune (1732-1809)
- Joseph François Marie Malherbe (1733-1827)
- Louis Poinsinet de Sivry (1733-1804)
- Nicolas Edme Restif de La Bretonne (1734-1806)
- Charles-Joseph, prince de Ligne (1735-1814)
- Joseph Vasselier (1735-1798)
- Jacques-Henri Bernardin de Saint-Pierre (1737-1814)
- Jacques Delille (1738-1813)
- Donatien Alphonse François, marquis de Sade (1740-1814)
- Isabelle de Charrière dite Belle de Zuylen (1740-1805)
- Louis-Sébastien Mercier (1740-1814)

### 1741-1750
- Pierre-Ambroise Choderlos de Laclos (1741-1803)
- Marie Jean Antoine Nicolas de Caritat, marquis de Condorcet (1743-1794)
- Jean-Antoine Roucher (1745-1794)
- Louis-Jean-Baptiste Simonet de Maisonneuve (1745-1819)
- François-Jean Willemain d'Abancourt (1745-1803)
- Félicité de Genlis (1746-1830)
- Jean-Sifrein Maury (1746-1817)
- Armand-Louis de Gontaut-Biron, duc de Lauzun (1747-1793)
- Olympe de Gouges (1748-1793)
- Maurice-Élisabeth de Lavergne de Tressan (1749-1809)
- Honoré Gabriel Riqueti, comte de Mirabeau (1749-1791)

### 1751-1760
- Nicolas-Joseph-Laurent Gilbert (1750-1780)
- Évariste de Forges de Parny (1753-1814)
- Joseph de Maistre (1753-1821)
- Jacques Pierre Brissot (1754-1793)
- Joseph Sanial-Dubay (vers 1754-1817)
- Jean-Pierre Claris de Florian (1754-1794)
- Charles-Maurice de Talleyrand-Périgord (1754-1838)
- Joseph Joubert (1754-1824)
- Louis de Bonald (1754-1840)
- Jean Anthelme Brillat-Savarin (1755-1826)
- Constantin-François Chassebœuf, Comte de Volney (1757-1820)
- Michał Hieronim Starzeński (1757-1823)
- Antoine-Isaac Silvestre de Sacy (1758-1838)
- François Andrieux (1759-1833)
- Catherine-Joseph-Ferdinand Girard de Propiac (1759-1823)
- Jean-Baptiste Louvet de Couvray (1760-1797)

### 1761-1770
- Charles François Philibert Masson (1761-1807)
- André Chénier (1762-1794)
- Louis-Charles Caigniez (1762-1842)
- Xavier de Maistre (1763-1852)
- Sophie Marie Louise de Grouchy, marquise de Condorcet (1764-1822)
- Antoinette Legroing de La Maisonneuve (1764-1837)
- Fiacre Bouillon (1765-1795)
- Emmanuel-Augustin-Dieudonné, comte de Las Cases (1766-1842)
- Germaine de Staël (1766-1817)
- Benjamin Constant de Rebecque (1767-1830)
- Joseph Fiévée (1767-1839)
- François-René de Chateaubriand (1768-1848)
- Charles-Louis Cadet de Gassicourt (1769-1821)
- Sophie Cottin (1770-1807)
- Étienne Pivert de Senancour (1770-1846)

### 1771-1780
- Paul-Louis Courier de Méré (1772-1825)
- René-Charles Guilbert de Pixérécourt (1773-1844)
- Joseph-François-Gabriel Hennequin (1775-1842)
- Eugène-François Vidocq (1775-1857)
- Augustine Gottis (1776-1857)
- Marie-Victoire Monnard (1777-1869)
- Pierre-Jean de Béranger (1780-1857)
- Théophile Marion Dumersan (1780-1849)
- Charles Nodier (1780-1844)

### 1781-1790
- Michel Bibaud (1782-1857)
- Prosper de Barante (1782-1866)
- Félicité Robert de Lamennais (1782-1854)
- Charles-Hubert Millevoye (1782-1816)
- Victor Henri-Joseph Brahain Ducange (1783-1833)
- Henri Beyle, dit Stendhal (1783-1842)
- Laure Junot d'Abrantès (1784-1838)
- Michel Procope-Couteaux (1684-1753)
- Pierre-Antoine Lebrun (1785-1873)
- Marceline Desbordes-Valmore (1786-1859)
- Alphonse Rabbe (1786-1829)
- Jean-François Didier d'Attel de Luttange (1787-1858)
- François Guizot (1787-1874)
- Théodore Leclercq (1787-1851)
- Abel Dufresne (1788-1872)
- Alexandre Guiraud (1788-1847)
- Charles-Victor Prévost, vicomte d'Arlincourt (1788-1856)
- Alphonse de Lamartine (1790-1869)

### 1791-1800
- Virginie de Senancour (1791-1876)
- Virginie Ancelot (1792-1875)
- Paul de Kock (1793-1871)
- Jacques-François Ancelot (1794-1854)
- Antoine-Eugène Gaulmier (1795-1829)
- Augustin Thierry (1795-1856)
- Casimir Delavigne (1797-1863)
- Alfred, comte de Vigny (1797-1863)
- Adolphe Thiers (1797-1877)
- Auguste Comte (1798-1857)
- Jules Michelet (1798-1874)
- Honoré de Balzac (1799-1850)
- Sophie Rostopchine, comtesse de Ségur (1799-1874)
- Henri Monnier (1799-1877)
- Jean-Jacques Ampère (1800-1864)
- Sophie Doin (1800-1846)

## Nés auXIXesiècle
- Jacques Bornet (?-? ; écrit au Second Empire)
- Anne Dutertre (?-? ; écrit au Second Empire)
- Geneviève Ruxton (18??-19??)
- Marie de Lignac (publie au début du  XXe siècle)

### 1801-1805
- Claude Tillier (1801-1844)
- Alexandre Dumas (1802-1870)
- Victor Hugo (1802-1885)
- Prosper Mérimée (1803-1870)
- Edgar Quinet (1803-1875)
- Charles-Augustin Sainte-Beuve (1804-1869)
- Amandine-Lucie-Aurore Dupin, baronne Dudevant, dite George Sand (1804-1876)
- Charles-Emmanuel Sédillot (1804-1883)
- Marie-Joseph Sue, dit Eugène Sue (1804-1857)
- Alexis Henri Charles de Clérel, vicomte de Tocqueville (1805-1859)

### 1806-1810
- Félix Arvers (1806-1850)
- Auguste Anicet, dit Anicet Bourgeois (1806-1871)
- Charles Lassailly (1806-1843)
- Désiré Nisard (1806-1888)
- Émile Souvestre (1806-1854)
- Aloysius Bertrand (1807-1841)
- Jules-Amédée Barbey d'Aurevilly (1808-1889)
- Gérard Labrunie, dit Gérard de Nerval (1808-1855)
- Petrus Borel (1809-1859)
- Xavier Forneret (1809-1884)
- Pierre-Joseph Proudhon (1809-1865)
- Joseph Bouchardy (1810-1870)
- Maurice de Guérin (1810-1839)
- Hégésippe Moreau (1810-1838)
- Alfred de Musset (1810-1857)
- Antoine-Paulin Pihan (1810-1879)

### 1811-1815
- Adolphe d'Ennery (1811-1889)
- Victor Duruy (1811-1894)
- Théophile Gautier (1811-1872)
- Philothée O'Neddy (1811-1875)
- Victor de Laprade (1812-1883)
- Louise-Victorine Ackermann (1813-1890)
- Clémence Badère (1813-1893)
- Amédée Achard (1814-1875)
- Alphonse Esquiros (1814-1876)
- Élie Berthet (1815-1891)
- Eugène Labiche (1815-1888)

### 1816-1820
- Théophile Cailleux  (1816-1890)
- Joseph Arthur, comte Gobineau (1816-1882)
- Paul Féval (1817-1887)
- Pierre Zaccone (1817-1895)
- Eugène André Despois (1818-1876)
- Leconte de Lisle (1818-1894)
- Émile Deschanel (1819-1904)
- Émile Augier (1820-1889)
- Reinhart Dozy (1820-1883)
- Eugène Fromentin (1820-1876)

### 1821-1825
- Henri-Frédéric Amiel (1821-1881)
- Charles Baudelaire (1821-1867)
- Jules-François-Félix Husson, dit Champfleury (1821-1889)
- Gustave Flaubert (1821-1880)
- Jules Prior (1821-1903)
- Edmond et Jules de Goncourt (1822-1896 & 1830-1870)
- Émile Erckmann & Alexandre Chatrian, dit Erckmann-Chatrian (1822-1899 & 1826-1890)
- Armand Lapointe (1822-1910)
- Louis Ménard (1822-1901)
- Théodore Barrière (1823-1877)
- Théodore de Banville (1823-1891)
- Charles Gouraud (1823-?)
- Xavier de Montépin (1823-1902)
- Aristide Marre (1823-1918)
- Ernest Renan (1823-1892)
- Alexandre Dumas fils (1824-1895)
- Octavie Lagrange (1825-1899)

### 1826-1830
- Eugène Chavette (1827-1902)
- Charles De Coster (1827-1879)
- Octave Lacroix (1827-1901)
- Edmond About (1828-1885)
- Ernest Hello (1828-1885)
- Hippolyte Taine (1828-1893)
- Jules Verne (1828-1905)
- Zénaïde Fleuriot (1829-1890)
- Numa-Denis Fustel de Coulanges (1830-1889)
- Hector Malot (1830-1907)
- Louise Michel (1830-1905)
- Henri Rochefort (1830-1913)

### 1831-1835
- Henri-Raymond Casgrain (1831-1904)
- Raoul de Navery (1831-1885)
- Victorien Sardou (1831-1908)
- Louis Marcel Devic (1832-1888)
- Émile Gaboriau (1832-1873)
- Léon Gautier (1832-1897)
- Jules Vallès (1832-1885)
- Augustine Tuillerie, dite G. Bruno (1833-1923)
- Jean-Marie Déguignet (1834-1905)
- Édouard Pailleron (1834-1899)

### 1836-1840
- Fernand Belligéra (1836-1865)
- Alexis Bouvier (1836-1892)
- Ernest Boysse (1836-1891)
- Louise Drevet (1836-1898)
- Eugène Le Roy (1836-1907)
- Jules Simon Troubat (1836-1914)
- Juliette Adam (1836-1936)
- Henry Becque (1837-1899)
- Henri Boudet (1837-1915)
- Auguste de Villiers de L'Isle-Adam (1838-1889)
- Jules Lermina (1839-1915)
- Sully Prudhomme (1839-1907)
- Arthur Buies (1840-1901)
- Jules Claretie (1840-1913)
- Alphonse Daudet (1840-1897)
- Émile Zola (1840-1902)

### 1841-1845
- Gustave Le Bon (1841-1931)
- François Coppée (1842-1908)
- Charles Cros (1842-1888)
- Henry Gréville (1842-1902)
- José-Maria de Heredia (1842-1905)
- Stéphane Mallarmé (1842-1898)
- Paul Arène (1843-1896)
- Anatole François Thibault, dit Anatole France (1844-1924)
- Paul Verlaine (1844-1896)
- Edouard-Joachim, dit Tristan Corbière (1845-1875)

### 1846-1850
- Léon Bloy (1846-1917)
- Médéric Charot (1846-1916)
- Isidore Ducasse, comte de Lautréamont (1846-1870)
- Étienne Rocheverre, pseud. de Nouvion (1846 - 1906)
- Maurice Rollinat (1846-1903)
- Paul Alexis (1847-1901)
- Henry Le Tonnelier de Breteuil (1847-1916)
- Émile Faguet (1847-1916)
- Marie d'Agon de la Contrie (1848-1908)
- Jean Aicard (1848-1921)
- Auguste Angellier (1848-1911)
- Honoré Beaugrand (1848-1906)
- Georges de Peyrebrune (1848-1917)
- Joris-Karl Huysmans (1848-1907)
- Octave Mirbeau (1848-1917)
- Georges Ohnet (1848-1918)
- Jacques Normand (1848-1931)
- Paul Cunisset-Carnot (1849-1919)
- Georges de Porto-Riche (1849-1930)
- Gyp (Sibylle Gabrielle Riquetti de Mirabeau, comtesse de Martel) (1849-1932)
- Edgar La Selve (1849-1892)
- Jean Richepin (1849-1926)
- Nérée Beauchemin (1850-1931)
- Guy de Maupassant (1850-1893)
- Julien Viaud, dit Pierre Loti (1850-1923)

### 1851-1855
- Germain Nouveau (1851-1920)
- Paul Vibert (1851-1918)
- Élémir Bourges (1852-1925)
- Paul Bourget (1852-1935)
- Auguste Gérard (1852-1922)
- René Bazin (1853-1932)
- Jean-Louis Dubut de Laforest (1853-1902)
- Jeanne Loiseau, dite Daniel-Lesueur (1854-1921)
- Alphonse Allais (1854-1905)
- Arthur Rimbaud (1854-1891)
- Laurent Tailhade (1854-1919)
- Paul Deschanel (1855-1922)
- Émile Verhaeren (1855-1916)
- Georges Rodenbach (1855-1898)

### 1856-1860
- Emmanuel Arène (1856-1908)
- Pierre Decourcelle (1856-1926)
- Jean Papadiamantopoulos, dit Jean Moréas (1856-1910)
- Jean Paul Clarens (1857-19..)
- Émile Coué (1857-1926)
- Gustave Lanson (1857-1934)
- Alfred Capus (1858-1922)
- Georges Moineaux, dit Georges Courteline (1858-1929)
- Remy de Gourmont (1858-1915)
- Neel Doff (1858-1942)
- Émile Durkheim (1858-1917)
- Jules Lemaître (1858-1915)
- Albert Samain (1858-1900)
- Gustave Belot (1859-1929)
- Gustave Kahn (1859-1936)
- Henri Bergson (1859-1941)
- Jacques Normand, dit Jacques Madeleine (1859-1941)
- Anatole Le Braz (1859-1926)
- Georges Ancey (1860-1917)
- Jules Laforgue (1860-1887)
- Paul Margueritte (1860-1918)
- Michel Zévaco (1860-1918)

### 1861-1865
- Paul Roux, dit Saint-Pol-Roux le Magnifique (1861-1940)
- Henri Carnoy (1861-1930)
- Paul Adam (1862-1920)
- Maurice Barrès (1862-1923)
- Léo Claretie (1862-1924)
- Georges Darien (1862-1921)
- Max Elskamp (1862-1931)
- Georges Feydeau (1862-1921)
- René Ghil (1862-1925)
- Henri Lammens (1862-1937)
- Maurice Maeterlinck (1862-1949)
- Jean Ajalbert (1863-1947)
- Marguerite Audoux (1863-1937)
- Charles Le Goffic (1863-1932)
- Stuart Merrill (1863-1915)
- Henri de Régnier (1864-1936)
- Maurice Leblanc (1864-1941)
- Jules Renard (1864-1910)
- Ray Nyst (1864-1948)
- George-Albert Aurier (1865-1892)

### 1866-1870
- Tristan Bernard (1866-1947)
- Henry Cormeau (1866-1929)
- Romain Rolland (1866-1944)
- Ambroise Vollard (1866-1939)
- René Tardivaux, dit René Boylesve (1867-1926)
- Léon Daudet (1867-1942)
- Gabriel Randon, dit Jehan-Rictus (1867-1933)
- Georges Grassal de Choffat, dit Hugues Rebell (1867-1905)
- Marcel Schwob (1867-1905)
- Paul-Jean Toulet (1867-1920)
- Émile Chartier, dit Alain (1868-1951)
- Claude Anet (1868-1931)
- Maurice Champagne (1868-1951)
- Paul Claudel (1868-1955)
- Alexandra David-Néel (1868-1969)
- Francis Jammes (1868-1938)
- Gaston Leroux (1868-1927)
- Charles Maurras (1868-1952)
- Edmond Rostand (1868-1918)
- André Spire (1868-1966)
- André Suarès (1868-1948)
- Léon Abric (1869-1942)
- Émile Bodin (1869-1923)
- Gaston Arman de Caillavet (1869-1915)
- Emmanuel-Henri Gaudicour (1869—1913)
- André Gide (1869-1951)
- Louis Artus (1870-1960)
- Henry Bordeaux (1870-1963)
- Jacques Boulenger (1870-1944)
- François René Boullaire (1870-1935)
- Pierre Louis, dit Pierre Louÿs (1870-1925)

### 1871-1875
- Arthur Bernède (1871-1937)
- Marcel Proust (1871-1922)
- Paul Valéry (1871-1945)
- Henry Bataille (1872-1922)
- Cardeline (1872-1970)
- Robert de Flers (1872-1927)
- Paul Fort (1872-1960)
- Paul Léautaud (1872-1956)
- Louis Mandin (1872-1943)
- François-Paul Alibert (1873-1953)
- Henri Barbusse (1873-1935)
- Sidonie Gabrielle Colette, dite Colette (1873-1954)
- Émile Guillaumin (1873-1951)
- Alfred Jarry (1873-1907)
- Charles Péguy (1873-1914)
- Paul Acker (1874-1915)
- Lucie Delarue-Mardrus (1874-1945)
- Marc Leclerc (1874-1946)
- Henry Jean-Marie Levet (1874-1906)
- Charles-Louis Philippe (1874-1909)
- Pierre Souvestre (1874-1914)
- Albert Thibaudet (1874-1936)
- Maurice Renard (1875-1939)
- André Baillon (1875-1932)
- Charles Bernard (1875-1961)

### 1876-1880
- Henri Bernstein (1876-1953)
- Pierre Albert-Birot (1876-1967)
- Anne de Brancovan, dite comtesse de Noailles (1876-1933)
- Max Jacob (1876-1944)
- Léon-Paul Fargue (1876-1947)
- Joseph Malègue (1876-1940)
- Georges Athénas (1877-1953), nom de plume avec son cousin Marius-Ary Leblond
- Albert Cahuet (1877-1942)
- Alphonse de Brédenbec de Châteaubriant (1877-1951)
- Jeanne Faure-Sardet (1877-?)
- Henri-Georges Jeanne, pseudonyme principal H.-J. Magog (1877-1947)
- Milosz Oscar Venceslas de Lubicz (1877-1939)
- Raymond Roussel (1877—1933)
- Charles-Ferdinand Ramuz, dit C.-F. Ramuz (1878-1947)
- Victor Segalen (1878-1919)
- Léon Werth (1878-1955)
- Jacques Bainville (1879-1936)
- Henri Bachelin (1879-1941)
- Georges Bugnet (1879-1981)
- Henry de Monfreid (1879-1974)
- André Mary (1879-1962)
- Émile Nelligan (1879-1941)
- Francis Picabia (1879-1953)
- Wilhelm Apollinaris de Kostrowitzky, dit Guillaume Apollinaire (1880-1918)
- René Arcos (1880-1959)
- René Béhaine (1880-1966)
- Francis Durand, dit Francis de Miomandre (1880-1959)
- Jacques Dyssord (1880-1952)
- Louis Hémon (1880-1913)
- Alexandre Merlo, dit Aimé Merlo (1880-1958), nom de plume avec son cousin Marius-Ary Leblond

### 1881-1885
- Octave Aubry (1881-1946)
- Alphonse Beauregard (1881-1924)
- Jérôme Carcopino (1881-1970)
- Paul Cazin (1881-1963)
- Valery Larbaud (1881-1957)
- Roger Martin du Gard (1881-1958)
- André Salmon (1881-1969)
- Jean Giraudoux (1882-1944)
- Fadhma Aït Mansour Amrouche (1882-1967)
- André Billy (1882-1971)
- Louis Pergaud (1882-1915)
- Catherine Pozzi (1882-1934)
- Maurice Bedel (1883-1954)
- Abel Bonnard (1883-1968)
- José de Bérys (1883-1957)
- Maurice Garçot (1883-1969)
- Pierre Dumarchais, dit Pierre Mac-Orlan (1883-1970)
- Jean Marquet (1883-1954)
- Marie Noël (1883-1967)
- Denis Amiel (1884-1977)
- Alexandre Arnoux (1884-1973)
- Gaston Bachelard (1884-1962)
- Pierre Henri Cami (1884-1958)
- Jacques Boutelleau, dit Jacques Chardonne (1884-1968)
- Georges Duhamel (1884-1966)
- Suzanne Lacascade  (1884-1966)
- Jean Paulhan (1884-1968)
- Georges Ribemont-Dessaignes (1884-1974)
- Jules Supervielle (1884-1960)
- Marcel Allain (1885-1969)
- René Benjamin (1885-1948)
- Henri Béraud (1885-1958)
- Marthe Bibesco (1885-1973)
- Fernand Crommelynck (1885-1970)
- Claude Esil (1885-1986)
- Sacha Guitry (1885-1957)
- François Mauriac (1885-1970)
- Émile Herzog, dit André Maurois (1885-1967)
- Jean Pellerin (1885-1921)
- Jules-Louis de Farigoule, dit Jules Romains (1885-1972)
- Albert t'Serstevens (1885-1974)

### 1886-1890
- Henri Fournier, dit Alain-Fournier (1886-1914)
- Pierre Benoit (1886-1962)
- François Carcopino-Tusoli, dit Francis Carco (1886-1958)
- Jean de La Ville de Mirmont (1896-1914)
- Roland Lecavelé, dit Roland Dorgelès (1886-1973)
- Geneviève Fauconnier (1886-1969)
- Blaise Cendrars (1887-1961)
- Félix de Chazournes (1887-1940)
- Guillaume Gaulène (1887-1978)
- Pierre Jean Jouve (1887-1976)
- Jean Mallard de La Varende, dit La Varende (1887-1959)
- Marc-George Mallet (1887-2024)
- Marcel Martinet (1887-1944)
- Henri Pourrat (1887-1959)
- Alexis Léger, dit Saint-John Perse (1887-1975)
- Georges Bernanos (1888-1948)
- Henri Bosco (1888-1976)
- Jacques de Lacretelle (1888-1985)
- Albert-Paul Granier (1888-1917)
- Marcel Jouhandeau (1888-1979)
- Paul Morand (1888-1976)
- Germaine Mornand (1888-1976)
- Madame Conrad Bastien (1888 ou 1889-1942)
- Isaac Moumé Etia (1889 -1939)
- Germaine Acremant (1889-1986)
- Jean Cocteau (1889-1963)
- Tristan Derème (1889-1941)
- Émile Henriot (1889-1961)
- Désiré-Joseph d’Orbaix (1889-1943)
- Jacques Prado (1889-1928)
- Pierre Reverdy (1889-1960)
- Charles Silvestre (1889-1948)
- André Birabeau (1890-1974)
- Maurice Blanchard (1890-1960)
- Charles de Gaulle (1890-1970)
- Maurice Genevoix (1890-1980)
- Victor Serge (1890-1947)

### 1891-1895
- Max Ernst (1891-1976)
- Pierre Drieu la Rochelle (1893-1945)
- Régis Messac (1893-1945)
- Philippe de Zara (1893-1984)
- Claude Cahun (Lucy Schwob) (1894-1954)
- Louis Destouches, dit Louis-Ferdinand Céline (1894-1961)
- Joseph Delteil (1894-1978)
- Pierre Latrobe (1894-1967)
- Roger Vercel (1894-1957)
- Gabriel Chevallier (1895-1969)
- Jean-Baptiste Cinéas (1895-1958)
- Albert Cohen (1895-1981)
- Henry de Montherlant (1895-1972)
- Jean des Vallières (1895-1970)
- Eugène Grindel, dit Paul Eluard (1895-1952)
- Claude Fayet (1895-1986)
- Jean Giono (1895-1970)
- Marcel Pagnol (1895-1974)

### 1896-1900
- Antonin Artaud (1896-1948)
- André Breton (1896-1966)
- Georges Finaud (1896-1976)
- Elsa Triolet (1896-1970)
- Tristan Tzara (1896-1963)
- Louis Aragon (1897-1982)
- Georges Bataille (1897-1962)
- Joë Bousquet (1897-1950)
- Suzanne Clausse (1897-1996)
- Philippe Soupault (1897-1990)
- Marcel Thiry (1897-1977)
- Kikou Yamata (1897-1975)
- Emmanuel Bove (1898-1945)
- Eugène Dabit (1898-1936)
- Michel de Ghelderode (1898-1962)
- Benjamin Fondane (1898-1944)
- Robert Goffin (1898-1984)
- Jean Grenier (1898-1971)
- Philippe Hériat (1898-1971)
- Joseph Kessel (1898-1979)
- Géo Norge (1898-1990)
- Paul Vialar (1898-1996)
- Roger Vitrac (1899-1952)
- Marcel Achard (1899-1974)
- Marcel Arland (1899-1986)
- Jacques Audiberti (1899-1965)
- Louis Guilloux (1899-1980)
- Suzanne Lauriot Prévost (1899-1991)
- Henri Michaux (1899-1984)
- Francis Ponge (1899-1988)
- Armand Salacrou (1899-1989)
- Gabriel Audisio (1900-1978)
- Louis Brauquier (1900-1976)
- André Chamson (1900-1983)
- Antoine de Saint-Exupéry (1900-1944)
- Robert Desnos (1900-1945)
- André Dhôtel (1900-1991)
- Julien Green (1900-1998)
- Amadou Hampâté Bâ (1900/1901-1991)
- Georges Limbour (1900-1970)
- Robert Perrein (1900-1980)
- Jacques Prévert (1900-1977)
- Nathalie Sarraute (1900-1999)
- Suzy Solidor (1900-1983)

## Nés auXXesiècle
- Christiane Saleh (XXe siècle)
- Razika Adnani (écrit au début du XXIe siècle)
- Fatma Bouvet de la Maisonneuve (écrit au début du XXIe siècle)
- Marie-Alix de Putter (écrit au début du XXIe siècle)
- Maureen Desmailles (écrit au XXIe siècle)
- Mimo Dia Leydimen (écrit au début du XXIe siècle)
- Ziska Larouge (écrit au début du XXIe siècle)
- Michèle Madar (écrit au début du XXIe siècle)
- Kate Milie (écrit au début du XXIe siècle)
- Anouk Shutterberg (écrit au XXIe siècle)
- Agathe Valentine Consuelo Sinaré (écrit au début du XXIe siècle)
- Éric Théophile Tchoumkeu (écrit au début du XXIe siècle)

### 1901-1905
- Claude Aveline (1901-1992)
- Henri Petiot, dit Daniel-Rops (1901-1965)
- Maurice David (1901-1945)
- Lanza del Vasto (1901-1981)
- Jean Guitton (1901-1999)
- Claude Jaunière (1901-1989)
- Charles Lecocq (1901-1922)
- Michel Leiris (1901-1990)
- Suzanne Lilar (1901-1992)
- André Malraux (1901-1976)
- Jean Prévost (1901-1944)
- Jean-Joseph Rabearivelo (1901-1937)
- Alexandre Vialatte (1901-1971)
- Marcel Aymé (1902-1967)
- Malcolm de Chazal, (1902-1981)
- Louise de Vilmorin (1902-1969)
- Georges Hyvernaud (1902-1983)
- Julien Torma (1902-1933)
- Jean Bruller, dit Vercors (1902-1991)
- Jean Follain (1903-1971)
- Ella Maillart (1903-1997)
- Irène Némirovsky (1903-1942)
- Raymond Queneau (1903-1976)
- Raymond Radiguet (1903-1923)
- Lucien Rebatet (1903-1972)
- Georges Simenon (1903-1989)
- Jean Tardieu (1903-1995)
- Marguerite de Crayencour, dite Marguerite Yourcenar (1903-1987)
- Henri Calet (1904-1956)
- Gilbert Lely (1904-1985)
- Guy Lévis Mano (1904-1980)
- Madeleine Truel (1904-1945)
- Raymond Aron (1905-1983)
- Noël Devaulx (1905-1995)
- Simone Dever (1905-1977)
- Jean Gaulmier (1905-1997)
- Raymond Guérin (1905-1955)
- Vladimir Pozner (1905-1992)
- Jean-Paul Sartre (1905-1980)
- Georges Schehadé (1905-1989)
- Louis Scutenaire (1905-1987)

### 1906-1910
- Ferdinand Alquié (1906-1985)
- Jean Amrouche (1906-1962)
- Samuel Beckett (1906-1989)
- Jean Blanzat (1906-1977)
- Madeleine Bourdouxhe (1906-1996)
- Henri Charrière (1906-1973)
- Achille Chavée (1906-1969)
- Charles Exbrayat (1906-1989)
- Maurice Fombeure (1906-1981)
- Roger Frison-Roche (1906-1999)
- Irène Hamoir (1906-1994)
- René Huyghe (1906-1997)
- Pierre Molaine (1906-2000)
- Maurice Sachs (1906-1945)
- Pierre Seghers (1906-1987)
- Georges Soulès, dit Raymond Abellio (1907-1986)
- Dominique Aury (1907-1998)
- Maurice Blanchot (1907-2003)
- René Char (1907-1988)
- André de Richaud (1907-1968)
- André Frénaud (1907-1993)
- Paul Gadenne (1907-1956)
- Roger Gilbert-Lecomte (1907-1943)
- Louis Guillaume (1907-1971)
- Eugène Guillevic (1907-1997)
- Violette Leduc (1907-1972)
- Georges Magnane (1907-1985)
- Roger Peyrefitte (1907-2000)
- Jules Roy (1907-2000)
- Roger Vailland (1907-1965)
- Léon Aréga (1908-?)
- René Daumal (1908-1944)
- Simone de Beauvoir (1908-1986)
- Claude Lévi-Strauss (1908-2009)
- Robert Merle (1908-2004)
- Simone Weil (1909-1943)
- Robert Brasillach (1909-1945)
- Jean d'Osta (1909-1993)
- Eugène Ionesco (1909-1994)
- Léo Malet (1909-1996)
- André Pieyre de Mandiargues (1909-1991)
- Henriette Robitaillie (1909-1992)
- Gabrielle Roy (1909-1983)
- Jean Anouilh (1910-1987)
- Jean Genet (1910-1986)
- Julien Gracq (1910-2007)
- Paul Guth (1910-1997)
- Robert Margerit (1910-1988)
- Jean Meckert (1910-1995)

### 1911-1915
- René Barjavel (1911-1985)
- Édouard Lévèque, dit Jean-Louis Boncoeur (1911-1997)
- Jean-Pierre Hervé Bazin, dit Hervé Bazin (1911-1996)
- Jean Cayrol (1911-2005)
- Emil Cioran (1911-1995)
- Patrice de la Tour du Pin (1911-1975)
- Guy de Pérusse des Cars, dit Guy des Cars (1911-1993)
- Armel Guerne (1911-1980)
- André Hardellet (1911-1974)
- Raphaël Tardon (1911-1967)
- Lev Tarassov, dit Henri Troyat (1911-2007)
- Jacques Bergier (1912-1978)
- Pierre Boulle (1912-1994)
- Hector de Saint-Denys Garneau (1912-1943)
- Jacques de Bourbon Busset (1912-2001)
- Léon-Gontran Damas (1912-1978)
- Roger Ikor (1912-1986)
- Edmond Jabès (1912-1991)
- Jean Lescure (1912-2005)
- Armand Robin (1912-1961)
- Taos Amrouche (1913-1976)
- Henry Bauchau (1913-2012)
- Antoine-Roger Bolamba (1913-2002)
- Roger Caillois (1913-1978)
- Albert Camus (1913-1960)
- Aimé Césaire (1913-2008)
- Gilbert Cesbron (1913-1979)
- Maurice Colin (1913-1999)
- Albert Cossery (1913-2008)
- Pierre Daninos (1913-2005)
- Luc Dietrich (1913-1944)
- Mouloud Feraoun (1913-1962)
- Armand Lanoux (1913-1983)
- Louis Carette, dit Félicien Marceau (1913-2012)
- Dominique Rolin (1913-2012)
- Claude Simon (1913-2005)
- Béatrix Beck (1914-2008)
- Lucien Bodard (1914-1998)
- Georges-Emmanuel Clancier (1914-2018)
- Julio Cortazar (1914-1984)
- Marguerite Duras (1914-1996)
- Romain Kacew dit Romain Gary ou Émile Ajar (1914-1980)
- Roger Rabiniaux (1914-1986)
- Robert Rius (1914-1944)
- Pham Van Ky (1914-1992)
- Jean Anglade (1915-2017)
- Jacques Choffel (1915-1996)
- Loys Masson (1915-1969)
- Claude Roy (1915-1997)
- Ahmed Sefrioui (1915-2004)

### 1916-1920
- André Bay (1916-2013)
- Virgil Gheorghiu (1916-1992)
- Anne Hébert (1916-2000)
- Georges Arnaud (1917-1987)
- Louis Laffitte, dit Jean-Louis Curtis (1917-1995)
- Mouloud Mammeri (1917-1989)
- Paul Morelle (1917-2007)
- Christiane Rochefort (1917-1998)
- Ambroise Yxemerry (1917-2013)
- Louis Althusser (1918-1990)
- Marie-Thérèse Colimon Hall (1918-1997)
- Hélène Bessette (1918-2000)
- René de Obaldia (1918-2022)
- Maurice Druon (1918-2009)
- Louis-René des Forêts (1918-2000)
- Anatole Bisk, dit Alain Bosquet (1919-1998)
- René David (1919-2013)
- Michel Déon (1919-2016)
- Pierre Gamarra (1919-2009)
- Roger Grenier (1919-2017)
- Jacques Laurent-Cely, dit Jacques Laurent ou Cécil Saint-Laurent (1919-2000)
- Maurice Loton (1919-2007)
- Marc Patin (1919-1944)
- Robert Pinget (1919-1997)
- Armand Toupet (1919-2006)
- Jean Venturini (1919-1940)
- Juliette Benzoni (1920-2016)
- Jean-Pierre Chabrol (1920-2001)
- Jean-François Chabrun (1920-1997)
- Andrée Chedid (1920-2011)
- Émile Danoën (1920-1999)
- Françoise d'Eaubonne (1920-2005)
- Francine de Selve (1920-2002)
- Mohammed Dib (1920-2003)
- Jean Dutourd (1920-2011)
- Marie-Joseph Lory (1920-1993)
- Albert Memmi (1920-2020)
- Jean Pélégri (1920-2003)
- Jean-Charles Pichon (1920-2006)
- Jeanne Tomasini (1920-2022)
- Boris Vian (1920-1959)
- Gabrielle Wittkop (1920-2002)

### 1921-1925
- Jean Aubert (1921-2011)
- Roger Boussinot (1921-2001)
- Frédéric Dard (1921-2000)
- Christine de Rivoyre (1921-2019)
- Laurence Iché (1921-2007)
- Gérald Neveu (1921-1960)
- Jean Lacouture (1921-2015)
- Frédéric Jacques Temple (1921-2020)
- René Masson (1922-1988)
- Antoine Blondin (1922-1990)
- Jean-Charles (1922-2003)
- Jean-Claude Renard (1922-2002)
- Claude Ollier (1922-2014)
- Alain Robbe-Grillet (1922-2008)
- Daniel Boulanger (1922-2014)
- Stefan Wul (1922-2003)
- Maurice Audebert (1923-2012)
- Michel Bernanos (1923-1964)
- Yves Bonnefoy (1923-2016)
- François Cavanna (1923-2014)
- Bernard Clavel (1923-2010)
- Roger Foulon (1923-2008)
- Frédéric Kiesel (1923-2007)
- Georges Perros (1923-1978)
- Simone Roger-Vercel (1923-2015)
- Robert Sabatier (1923-2012)
- Ousmane Sembène (1923-2007)
- Jorge Semprún (1923-2011)
- Fred Deux (1924-2015)
- Petru Dumitriu (1924-2002)
- François Augiéras (1925-1971)
- Alphonse Boudard (1925-2000)
- Michelle Clément-Mainard (1925-2015)
- Jean d'Ormesson (1925-2017)
- Frantz Fanon (1925-1961)
- Loránd Gáspár (1925-2019)
- Philippe Jaccottet (1925-2021)
- Roger Nimier (1925-1962)
- Maurice Pons (1925-2016)
- Jean Raspail (1925-2020)

### 1926-1930
- Michel Butor (1926-2016)
- Driss Chraïbi (1926-2007)
- Michel Foucault (1926-1984)
- Michel Larneuil (1926-2011)
- Charles Le Quintrec (1926-2008)
- Jean Sénac (1926-1973)
- Bernard du Boucheron (1927-)
- Elmira Chackal (1927-)
- Jacques Dupin (1927-2012)
- René Fallet (1927-1983)
- Ahmadou Kourouma (1927-2003)
- François Nourissier (1927-2011)
- Annie Saumont (1927-2017)
- Georges-Jean Arnaud (1928-2020)
- René Ballet (1928-2017)
- Louis Calaferte (1928-1994)
- Françoise Dorin (1928-2018)
- Édouard Glissant (1928-2011)
- Cheikh Hamidou Kane (1928-)
- Gaston Miron (1928-1996)
- Suzy Morel (1928-2007)
- Pierre Schoendoerffer (1928-2012)
- André Schwarz-Bart (1928-2006)
- Hubert Aquin (1929-1977)
- Mariama Bâ (1929-1981)
- Jean Baudrillard (1929-2007)
- Nicolas Bouvier (1929-1998)
- François Cheng (1929-)
- Antoinette Dilasser (1929-2021)
- Dominique Fernandez (1929-)
- Charles Galpérine (1929-2019)
- Milan Kundera (1929-2023)
- Bertrand Poirot-Delpech (1929-2006)
- Jacques Réda (1929-)
- Kateb Yacine (1929-1989)
- Jean Breton (1930-2006)
- Claude Michel Cluny (1930-2015)
- Jean Forton (1930-1982)
- Françoise Mallet-Joris (1930-2016)
- Dominique Zardi (1930-2009)

### 1931-1935
- Janine Boissard (1932—)
- Philippe Boyer (1931—)
- Jean-Claude Carrière (1931-2021)
- Thalie de Molènes (1931—)
- Sébastien Japrisot (1931-2003)
- Joseph Joffo (1931-2018)
- Mona Ozouf (1931—)
- Gilles Perrault (1931—)
- Jack Thieuloy (1931-1996)
- Frédérick Tristan (1931-2022)
- Fernando Arrabal (1932—)
- Mongo Beti (1932-2001)
- Max Gallo (1932-2017)
- Claude Pujade-Renaud (1932—)
- Jacques Roubaud (1932—)
- Claude Alibert (1933-2011)
- Jacques Godbout (1933—)
- Zaghloul Morsy (1933-2020)
- Claude-Henri Rocquet (1933-2016)
- Alain Amselek (1934—)
- Charles Juliet (1934—)
- Rose de Laval (1934-2017)
- René-Victor Pilhes (1934-2021)
- Célestin-Virgile Adiko (1935-1977)
- Bernard Assiniwi (1935-2000)
- Claude Esteban (1935-2006)
- Agota Kristof (1935-2011)
- Pierre Ryckmans, dit Simon Leys (1935-2014)
- Lionel Ray (1935—)
- Françoise Quoirez, dite Françoise Sagan (1935-2004)
- Monique Wittig (1935-2003)
- Daniel Zimmermann (1935-2000)
- Dominique De Roux (1935-1977)

### 1936-1940
- Emil Angel (1940-)
- Heliane Bernard (1936—)
- Ely Boissin (1936—)
- Fernand Combet (1936-2003)
- Anne Cuneo (1936-2015)
- Jacques Bellefroid (1936—)
- Christian Dedet (1936—)
- Assia Djebar (1936-2015)
- Jean-Pierre Basilic Dantor Franck Étienne d'Argent dit Frankétienne (1936—)
- Jean-Edern Hallier (1936-1997)
- Jean-René Huguenin (1936-1962)
- Dominique Jamet (1936—)
- Philippe Labro (1936—)
- Yves Martin (1936-1999)
- Gabriel Matzneff (1936—)
- Georges Perec (1936-1982)
- Marie Rouanet (1936—)
- Philippe Sollers (1936-2023)
- Dominique Aguessy (1937 —)
- Marc Alyn (1937—)
- Jean-Pierre Bastid (1937—)
- Pierre Billon (1937—)
- Andrée Brunin (1937-1993)
- Maryse Condé (1937—)
- Conrad Detrez (1937-1985)
- John Dubouchet (1937—)
- Vénus Khoury-Ghata (1937—)
- Jean Métellus (1937-2014)
- Jean Orizet (1937—)
- Pierre Pachet (1937-2016)
- Lucien Vassal (1937—)
- Frantz-André Burguet (1938-2011)
- Jean-René Guay (1938-2001)
- Jean-Louis M. Monod (1938—)
- Bernard Ollivier (1938—)
- Simone Schwarz-Bart (1938—)
- Julie Stanton (1938—)
- Marie-Claire Blais (1939—)
- Pierre Desproges (1939-1988)
- Jean-Pierre Desthuilliers (1939-2013)
- Vincent La Soudière (1939-1993)
- Pierre Mertens (1939—)
- Joëlle Stagoll (1939-2016)
- Pierre Combescot (1940-2017)
- Annie Ernaux (1940—)
- Nabile Farès (1940-2016)
- Gérard Guégan (1940—)
- Pierre Guyotat (1940-2020)
- Jean-Marie Gustave Le Clézio (1940—)
- Lamine Kamara (1940—)
- Émile Ollivier (1940-2002)
- Yambo Ouologuem (1940-2017)
- Maurice Thuilière (1940—)
- Marguerite Bauer Benidir (1940-)

### 1941-1945
- Jean-Luc Benoziglio (1941-2013)
- Jean-Paul Demure (1941—)
- Mohammed Khaïr-Eddine (1941-1995)
- Jean Marcel (1941-2019)
- Anne-Marie Simond (1941—)
- Claude-Emmanuelle Yance (1941—)
- Denise Bernhardt (1942—)
- Abdoulaye Y. Dabo (1942—)
- Georges-Noël Jeandrieu (1942-2018)
- Vassilis Alexakis (1943-2021)
- Jacques-Pierre Amette (1943—)
- François Barat (1943—)
- Nicole Brossard (1943—)
- Jean-Claude Clari (1943—)
- Christian Gailly (1943-2013)
- Leslie Kaplan (1943—)
- Charles Lancar (1943—)
- Michel Loirette (1943—)
- Jacques Manguso (1943—)
- Jacques-Arnaud Penent (1943-1994)
- Giulio-Enrico Pisani (1943—)
- Jean Simoneau (1943—)
- Jean C. Baudet (1944—)
- Tahar Ben Jelloun (1944—)
- Annie Cohen (1944—)[1]
- Daniel de Roulet (1944—)
- Paul Emond (1944—)
- Ahmad Kamyabi Mask (1944—)
- Claire Fourier (1944—)
- Cécil Guitart (1944—2010)
- Bernard Lenteric (1944-2009)
- Jean-Pierre Martinet (1944-1993)
- Daniel Pennac (1944—)
- Jean-Christian Petitfils (1944—)
- Jean-Claude Rodet (1944—)
- Frédéric Vitoux (1944—)
- Gérard Adam (1945—)
- Azzédine Bounemeur (1945-)
- Philippe Muray (1945—2006)
- Marie-France Briselance (1945—2018)
- Françoise Chandernagor (1945—)
- Alioune Badara Coulibaly (1945—)
- Denise Desautels (1945—)
- Bernard Desmaretz (1945-2006)
- Thomas Dretart (1945—)
- Tony Duvert (1945-2008)
- Max Genève (1945—)
- Michel-Georges Micberth (1945—)
- Pierre Michon (1945—)
- Patrick Modiano (1945—)
- Raymond Penblanc (1945-)
- Katy Rémy (1945—)
- Michel Rio (1945—)
- Chantal Thomas (1945—)

### 1946-1950
- Jean Alambre (1946—)
- Francis Berthelot (1946—)
- Renaud Camus (1946—)
- Jean-Yves Collette (1946—)
- Florence de Baudus (1946—)
- André-Joseph Dubois (1946—)
- Angèle Koster (1946—)
- Jean-Robert Léonidas (1946—)
- Nicole Malinconi (1946—)
- Lionel Marek (1946—)
- Bernard-Roger Mathieu (1946—)
- Patrick Rambaud (1946—)
- Liliane Schraûwen (1946—)
- Fady Stephan (1946—)
- Paul-Loup Sulitzer (1946-2025)
- Monique Thomassettie (1946—)
- Valeri Afanassiev (1947—)
- Christiane Angibous-Esnault (1947—)
- Étienne Barilier (1947—)
- Joëlle Brethes (1947—)
- Georges-Olivier Châteaureynaud (1947—)
- Hélène de Monferrand (1947-2022)
- Jean Echenoz (1947—)
- Paul Fournel (1947—)
- René Frégni (1947—)
- Erik Orsenna (1947—)
- Jacques Géraud (1947—)
- Guy Goffette (1947—)
- Patrick Grainville (1947—)
- Jacques Jouet (1947—)
- Richard Khaitzine (1947—)
- Sony Labou Tansi (1947-1995)
- Robert Lalonde (1947—)
- Jack-Alain Léger (1947-2013)
- Michèle Lesbre (1947—)
- Jean Maillet (1947—)
- Daniel Maximin (1947—)
- Tierno Monénembo (1947—)
- Abdallah Naaman (1947—)
- Patrick Poivre d'Arvor (1947—)
- Jean-Benoît Puech (1947—)
- Patrick Roegiers (1947—)
- Olivier Rolin (1947—)
- Élisabeth Vonarburg (1947—)
- Bernard-Marie Koltès (1948-1989)
- Jean-Pierre Poccioni (1948—)
- Pascal Quignard (1948—)
- Gonzague Saint-Bris (1948-2017)
- Pierre Bergounioux (1949—)
- Guy Charmasson (1949—)
- Béatrice Commengé (1949—)
- Didier Daeninckx (1949—)
- Annie Degroote (1949—)
- Philippe Djian (1949—)
- Louise Dupré (1949—)
- Christiane Dupuy (1949—)
- Michel Ferracci-Porri (1949—)
- Pascal Garnier (1949—)
- Jean-Claude Hauc (1949—)
- Monique Jouvancy (1949—)
- Amin Maalouf (1949—)
- Christian Oster (1949—)
- Jean-François Samlong (1949—)
- Jean Rolin (1949—)
- Cizia Zykë (1949-2011)
- Michel Baglin (1950—)
- Colette Brogniart (1950—)
- Gilles Carpentier (1950—)
- Laurence Cossé (1950—)
- Jean-Paul Dubois (1950—)
- Ghislaine Dunant (1950—)
- Philippe Delerm (1950—)
- Roger Martin (1950—)
- Daniel Meurois (1950—)
- Jean-Claude Michéa (1950—)
- Richard Morgiève (1950—)
- Tidiane N'Diaye (1950—)
- Ernest Pépin (1950—)
- Pierre Perrin de Chassagne (1950—)
- Gilbert Ponaman (1950—)
- Abdelhak Serhane (1950—)
- Antoine Volodine (1950—)
- Dave Wilson (1950-2012)
- Jean-Luc Yacine (1950—)
- André Bernier (né vers 1950—)

### 1951-1955
- Christian Bobin (1951-2022)
- Aziz Chouaki (1951—)
- Michelle Fourez (1951—)
- Ramdane Issaad 1951—)
- Salim Jay (1951—)
- Moussa Konaté (1951—)
- Pierre Lemaitre (1951—)
- Lémy Lémane Coco 1951—)
- Jacques Richard (1951-)
- Bernard Simonay 1951—)
- Hamid Tibouchi (1951—)
- Jérôme d'Astier (1952 —)
- Françoise Bourdin (1952—2022)
- René de Ceccatty (1952—)
- Patrick Cloux (1952—)
- Nadine Devoille (1952-2015)
- François Emmanuel (1952—)
- Dan Franck (1952—)
- Percy Kemp (1952—)
- Jean-Michel Maulpoix (1952—)
- Jean Rouaud (1952—)
- Henri Sacchi (1952-)
- Kama Sywor Kamanda (1952—)
- Gérald Tenenbaum (1952—)
- Jan Thirion (1952—2016)
- Guy Allix (1953—)
- Raphaël Aubert (1953—)
- François Bon (1953—)
- Françoise Bourdon (1953—)
- Patrick Breuzé (1953—2022)
- Patrick Chamoiseau (1953—)
- Jan J. Dominique (1953—)
- Nancy Huston (1953—)
- Dany Laferrière (1953—)
- Richard Millet (1953—)
- Mariama Ndoye (1953—)
- Ramzi T. Salamé (1953-)
- Romain Slocombe (1953—)
- Jeannette D. Ahonsou (1954-)
- Frédéric Berthet (1954-2003)
- Alain Blottière (1954—)
- Patrick Cintas (1954—)
- Christian Combaz (1954—)
- Guy Darol (1954—)
- Daniel Desbiens (1954—)
- Tahar Djaout (1954-1993)
- Jacques Drillon (1954—)
- Claude Ribbe (1954—)
- Laurent Ségalen (1954—)
- Akli Tadjer (1954—)
- Mercedes Deambrosis (1955—)
- Hervé Guibert (1955-1991)
- Martine L. Jacquot (1955—)
- Régis Jauffret (1955—)
- Catherine Laboubée (1955—)
- Caroline Lamarche (1955—)
- Philippe Leuckx (1955—)
- Camara Nangala (1955—)
- Jean-Pierre Naugrette (1955—)
- Dynah Psyché (1955—)
- Marie Uguay (1955-1981)
- Eugène Savitzkaya (1955—)
- Jean-Pierre Vallotton (1955—)
- Serge Venturini (1955—)

### 1956-1960
- Richard Bellon (1956—)
- Patrick Besson (1956—)
- Alain Breton (1956—)
- Michel Houellebecq (1956—)
- Diane Régimbald (1956—)
- Christian Faure (1957—)
- Martine Mairal (1956—)
- Lionel-Édouard Martin (1956—)
- Éric Neuhoff (1956—)
- Gisèle Pineau (1956—)
- Rober Racine (1956—)
- Jean-Pierre Thiollet (1956—)
- Lyonel Trouillot (1956—)
- Martin Ziegler (1956 -)
- Azouz Begag (1957—)
- Emmanuel Carrère (1957—)
- Laurent Chabin (1957-)
- Marie-Josée Christien (1957—)
- Umberto D'Aloise (1957—)
- Alain Defossé (1957—2017)
- Bernard Deloupy (1957-)
- Patrick Deville (1957—)
- Marc Dugain (1957—)
- Isabelle Flaten (1957—)
- Camille Laurens (1957—)
- Hervé Le Tellier (1957—)
- Salvatore Lombardo (1957—)
- Andreï Makine (1957—)
- Arnauld Pontier (1957—)
- Youssef Rzouga (1957—)
- Jean-Philippe Toussaint (1957—)
- Pierre Yergeau (1957—)
- Fred Vargas (1957—)
- Wei Wei (1957—)
- Christian Astolfi (1958—)
- Thierry Beinstingel (1958—)
- Alain Bonnand (1958—)
- Olivier Delorme (1958—)
- Hélène Dorion (1958—)
- Jean-Luc Dubart (1958—)
- Philippe Fournier (1958—)
- Bernard Grasset (1958—)
- Patrice Lanoy (1958—)
- Yves Laplace (1958—)
- François Muratet (1958-)
- Marc-Édouard Nabe (1958—)
- Denis Robert (1958—)
- Gaétan Soucy (1958-2013)
- Olivier Weber (1958—)
- Éric Zemmour (1958—)
- Christine Angot (1959—)
- Belinda Cannone (1959—)
- Michel Cordeboeuf (1959-)
- Barbara Constantine (1959—)
- Benoît Damon (1959—)
- Maurice G. Dantec (1959-2016)
- Maryline Desbiolles (1959—)
- Markus Hediger (1959—)
- Jérôme Hesse (1959—)
- Alain Marc (1959—)
- Pierre Mérot (1959—)
- Yasmina Reza (1959—)
- Benjamin Sehene (1959—)
- Yves-Marie Adeline (1960—)
- Bernard Comment (1960—)
- Milan Dargent (1960—)
- Grégoire Delacourt (1960—)
- Alina Dumitrescu (1960—)
- Stéphane Ferret (1960—)
- Éric Fottorino (1960—)
- Xavier Hanotte (1960—)
- Philippe Lafitte (1960—)
- Ariane Le Fort (1960—)
- Simon Liberati (1960—)
- Charif Majdalani (1960—)
- Viviane Moore (1960—)
- Éric-Emmanuel Schmitt (1960—)
- Anne Serre (1960—)
- François Vallejo (1960—)

### 1961-1965
- Jean-Christophe Chaumette (1961-)
- Ying Chen (1961—)
- Antoine Billot (1961—)
- Jean-Christophe Grangé (1961—)
- Marc Levy (1961—)
- Tatiana de Rosnay (1961—)
- Valérie Valère (1961-1982)
- Bernard Werber (1961—)
- Charles Dantzig (1961-)
- Alain Beaulieu (1962—)
- Hedia Bensahli (vers 1962—)
- Philippe Claudel (1962—)
- Patrick Bouvet (1962—)
- Kossi Efoui (1962—)
- Sophie Fontanel (1962—)
- Ferréol Gassackys (1962—)
- Serge Kribus (1962—)
- Jean-Yves Masson (1962—)
- Philippe Morvan (1962—)
- Jean-Marc Parisis (1962—)
- Atiq Rahimi (1962—)
- Brice Torrecillas (1962—)
- Serge Lamothe (1963—)
- Éric Faye (1963—)
- Hervé Mestron (1963—)
- Kevin Bokeili (1963—)
- Saley Boubé Bali (1963-)
- Laurent Grison (1963—)
- Béatrice Hammer (1963—)
- Alexis Jenni (1963—)
- Nathalie Kuperman (1963—)
- Alain Agat (1964—)
- Michèle Astrud (1964—)
- Stéphane Audeguy (1964—)
- Pierre Bottero (1964-2009)
- Éric Chevillard (1964—)
- Agnès Clerc (1964—)
- Seyhmus Dagtekin (1964—)
- Philippe Di Folco (1964—)
- Frédéric Lenormand (1964—)
- Patrick Lowie (1964—)
- Isabelle Marrier (1964—)
- Stéphane Méliade (1964—)
- Xavier Milan (1964-)
- Philippe Ségur (1964—)
- Gordon Zola (1964—)
- Mikhaïl W. Ramseier (1964—)
- Patrice-Loup Rifaux (1964—)
- Hiner Saleem (1964—)
- Ramy Zein (1965—)
- Frédéric Beigbeder (1965—)
- Jean-Paul Carminati (1965—)
- Folorence Emptaz (1965-)
- Philippe Guénin (1965—)
- Pierre Guéry (1965—)
- Gilles Legardinier (1965—)
- Marc Magro (1965—)
- Anne Poiré (1965—)
- Didier Pourquié (1965—)
- Olivia Rosenthal (1965—)
- Ann Scott (1965—)
- Antoine Rault (1965—)

### 1966-1970
- Cédric Bannel (1966—)
- Anne Calife (1966—)
- Jean-Philippe Cazier (1966—)
- Olivier Challet (1966—)
- Fabrice Defferrard (1966—)
- Agnès Desarthe (1966—)
- Delphine de Vigan (1966—)
- Christophe Fiat (1966—)
- Marc Graciano (1966—)
- Olivier Hodasava (1966—)
- Éric Laurrent (1966—)
- Isabelle Lorédan (1966—)
- Sophie Loubière (1966—)
- Alain Mabanckou (1966—)
- Carole Martinez (1966—)
- Loïc Barrière (1967—)
- Philippe Besson (1967—)
- Nina Bouraoui (1967—)
- Sylvain d'Auteuil (1967—)
- Maylis de Kerangal (1967—)
- Caryl Férey (1967—)
- Michaël Ferrier (1967—)
- Régis Goddyn (1967—)
- Philippe Gourdin (1967—)
- Jonathan Littell (1967—)
- Laurent Mauvignier (1967—)
- Alexandre Najjar (1967—)
- Marie NDiaye (1967—)
- Françoise Nimal (1967—)
- Amélie Nothomb (1967—)
- Anne Révah (1967—)
- Gilles Sebhan (1967—)
- Patrick Senécal (1967—)
- Frank Leduc (1968—)
- Alexandre Bergamini (1968—)
- Fabrice Bourland (1968—)
- Guillaume de Fonclare (1968—)
- Isabelle Desesquelles (1968—)
- Fatou Diome (1968—)
- Christophe Ferré (1968—)
- Paul Ivoire (1968—)
- Carla Lucarelli (1968—)
- François Métais-Panterne (1968-1986)
- Yann Moix (1968—)
- Wajdi Mouawad (1968—)
- Bryan Perro (1968—)
- Laurence Plazenet (1968—)
- Thierry Poyet (1968—)
- Éliette Abécassis (1969—)
- Mahoua S. Bakayoko (1969-)
- Muriel Barbery (1969—)
- Olivier Bérenval (1969—)
- Valérie Boronad (1969-)
- Laurent de Graeve (1969—2001)
- Virginie Despentes (1969—)
- Louis Émond (1969—)
- Victor Kathémo (1969-)
- Blandine Le Callet (1969—)
- Pierre Ménard (1969—)
- Christophe Spielberger (1969-)
- Joël Egloff (1970—)
- Anna Gavalda (1970—)
- Vincent Hein (1970—)
- Johan Heliot (1970—)
- Christophe Honoré (1970—)
- Nicolas Lebel (1970—)
- Béatrice Leca (1970—)
- Frédéric Livyns (1970—)
- Mamadou Mahmoud N'Dongo (1970—)
- Éric Hossan (1970—)
- Thomas Paris (1970—)
- Jennifer Tellier (1970—)
- Éric de Rus (1970—)

### 1971-1975
- Gwenaëlle Aubry (1971—)
- Sereine Berlottier (1971—)
- François Bégaudeau (1971—)
- J.M. Erre (1971—)
- Anne Godard (1971—)
- Lenka Horňáková-Civade (1971-)
- Nicolas Rozier (1971—)
- Célestin Koffi Yao (1971—)
- Sigrid Baffert (1972—)
- Stéphane Krebs (1972—)
- Jean-Baptiste Baronian (1972—)
- Samira Bellil (1972-2004)
- Dominique Dupart (1972-)
- Laurent Eltschinger (1972—)
- Mathias Énard (1972—)
- Nicolas Fargues (1972—)
- Laurent Gaudé (1972—)
- Marie Maher (1972—)
- Karelle Ménine (1972—)
- Valérie Mréjen (1972—)
- Mathieu Simonet (1972—)
- Sylvain Tesson (1972—)
- Roland Michel Tremblay (1972—)
- Pierre Vabre (1972—)
- Béatrice Ammera Mendo (1973—)
- Chloé Delaume (1973—)
- Jean-Marc Dhainaut (1973—)
- Thierry Froger (1973—)
- Mehdi Belhaj Kacem (1973—)
- Nicolas Rey (1973—)
- Tanguy Viel (1973—)
- Franck Thilliez (1973—)
- Olivier Adam (1974—)
- Alice Endamne (1974—)
- David Foenkinos (1974—)
- Éloïse Lièvre (1974-)
- Philippe Marczewski (1974—)
- Laurent Mourey (1974—)
- Guillaume Musso (1974—)
- Zinaïda Polimenova (1974—)
- Nelly Arcan (1975—2009)
- Olivier Benyahya (1975—)
- Céline Curiol (1975—)
- Cyril Massarotto (1975—)
- Marie Rotkopf (1975-)
- Miriam Silesu (1975-1999)

### 1976-1980
- Samantha Barendson (1976—)
- Delphine Bertholon (1976—)
- Gautier Battistella (1976—)
- Romaine Cauque (1976—)
- Maxime Chattam (1976—)
- Marisol Drouin (1976—)
- Caroline De Mulder (1976—)
- Ludo Sterman (1976—)
- Dima Abdallah (1977—)
- Mathieu Brosseau (1977—)
- Marion Chemin  (1977—)
- Ludovic Deblois (1977—)
- Matylda Hagmajer (1977—)
- Gaël Octavia (1977—)
- Stéphanie Polack (1977-)
- Valentin Retz (1977—)
- Stéphanie Vincent (1977—)
- Julien Campredon (1978—)
- Jean-François Dauven (1978—)
- Laure Manel (1978—)
- Nicolas Mathieu (1978—)
- Grégoire Polet (1978—)
- Saphia Azzeddine (1979—)
- Victor Dixen (1979—)
- Guillaume Favre (1979—)
- Salvatore Minni (1979-)
- Rachel Monnat (1979—)
- Hicham Nazzal (1979—)
- Mathieu Simoneau (1979—)
- Souillon (1979—)
- Lodewijk Allaert (1980—)
- Julie Annen (1980 -)
- Jennifer Richard (1980—)
- David Rochefort (1980—)

### 1981-1985
- Linda Maria Baros (1981—)
- Marie Colot (1981-)
- Laetitia Constant (1981-)
- Jean-Baptiste Del Amo (1981—)
- Jessica Fièvre (1981—)
- Matthieu Gosztola (1981—)
- Virgile Pitteloud (1981—)
- Celia Levi (1981—)
- Guillaume Suzanne (1981-)
- Dominic Bellavance (1982—)
- Rémi Bertrand (1982—)
- Célia Ibanez (1982—)
- Cécilia Castelli (1983—)
- Ariel Kenig (1983—)
- Marielle Hubert (1983—)
- Sabri Louatah (1983—)
- Vincent Message (1983—)
- Gaëlle Bélem (1984—)
- Émilie Guillaumin (1984—)
- Maylis Adhémar (1985—)
- Joël Dicker (1985—)
- Faïza Guène (1985—)
- Claire Richard (1985—)
- Chloé Thomas (1985—)

### 1986-1990
- Handgod Abraham (1986-)
- Arthur Dreyfus (1986—)
- François-Henri Désérable (1987—)
- Jean-Gabriel Guillet ou Gabriel Guillet (1987-)
- Annie Lulu (1987—)
- Ali Zamir (1987-)
- Oscar Coop-Phane (1988—)
- Victoire de Changy (1988—)
- Tamara Magaram (1988—)
- Leïla Bouherrafa (1989—)
- Ariane Fornia (1989—)
- Adrien Gygax (1989—)
- Émilienne Malfatto (1989-)
- Élie Maucourant (1989—)
- Anne-Florence Salvetti-Lionne (1989—)
- Sinzo Aanza (1990—)
- Cécile Coulon (1990—)
- Andréane Frenette-Vallières (1990—)
- Mohamed Mbougar Sarr (1990-)
- Charlie Roquin (1990—)
- Sacha Sperling (1990—)
- Mélissa Da Costa (1990—)

### 1991-1999
- Zineb Mekouar (1991-)
- Louise Chennevière (1992-)
- Clémentine Haenel (1992-)
- Kevin Lambert (1992-)
- Benjamin de Laforcade (1993-)
- Clara Benador (1998-)
- Sophie Vandeveugle (1998-)
- Yessin Harroy (1993-)